# Форкий (сын Фенопа)
Форкий (Форкис, др.-греч. Φορκίς) — персонаж древнегреческой мифологии. Пришёл от фригийцев, союзник Трои в войне. Согласно Гомеру, сын Фенопа (Фенопса). По Псевдо-Аполлодору, сын Аретаона. Убит Эантом Теламонидом.